# Tadousse-Ussau
Tadousse-Ussau é uma comuna francesa na região administrativa da Nova Aquitânia, no departamento dos Pirenéus Atlânticos. Estende-se por uma área de 4,69 km². Em 2010 a comuna tinha 69 habitantes (densidade: 14,7 hab./km²).